# Taverna (famiglia)

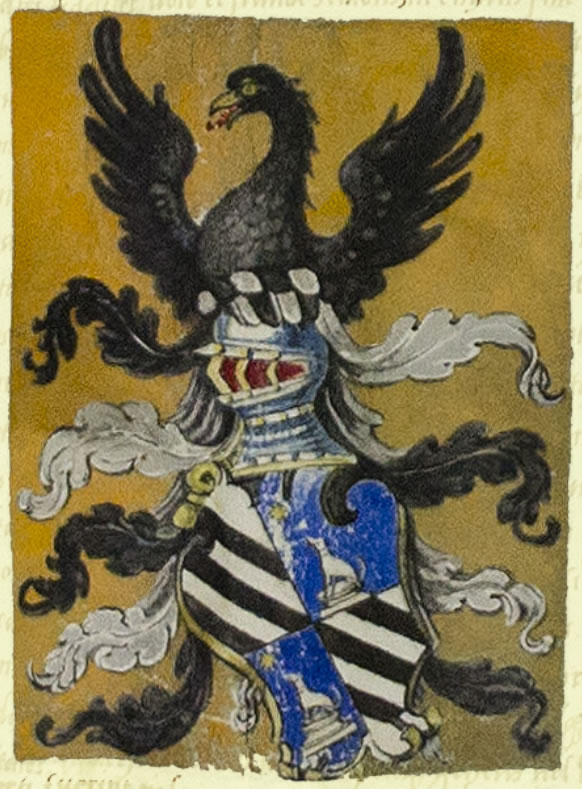
Stemma di Casa Taverna su di un documento imperiale del 1531

Il Casato dei Taverna fu una famiglia della nobiltà milanese, infeudati dal Cinquecento del castello di Landriano per opera dell'imperatore Carlo V.

## Storia

### Origini

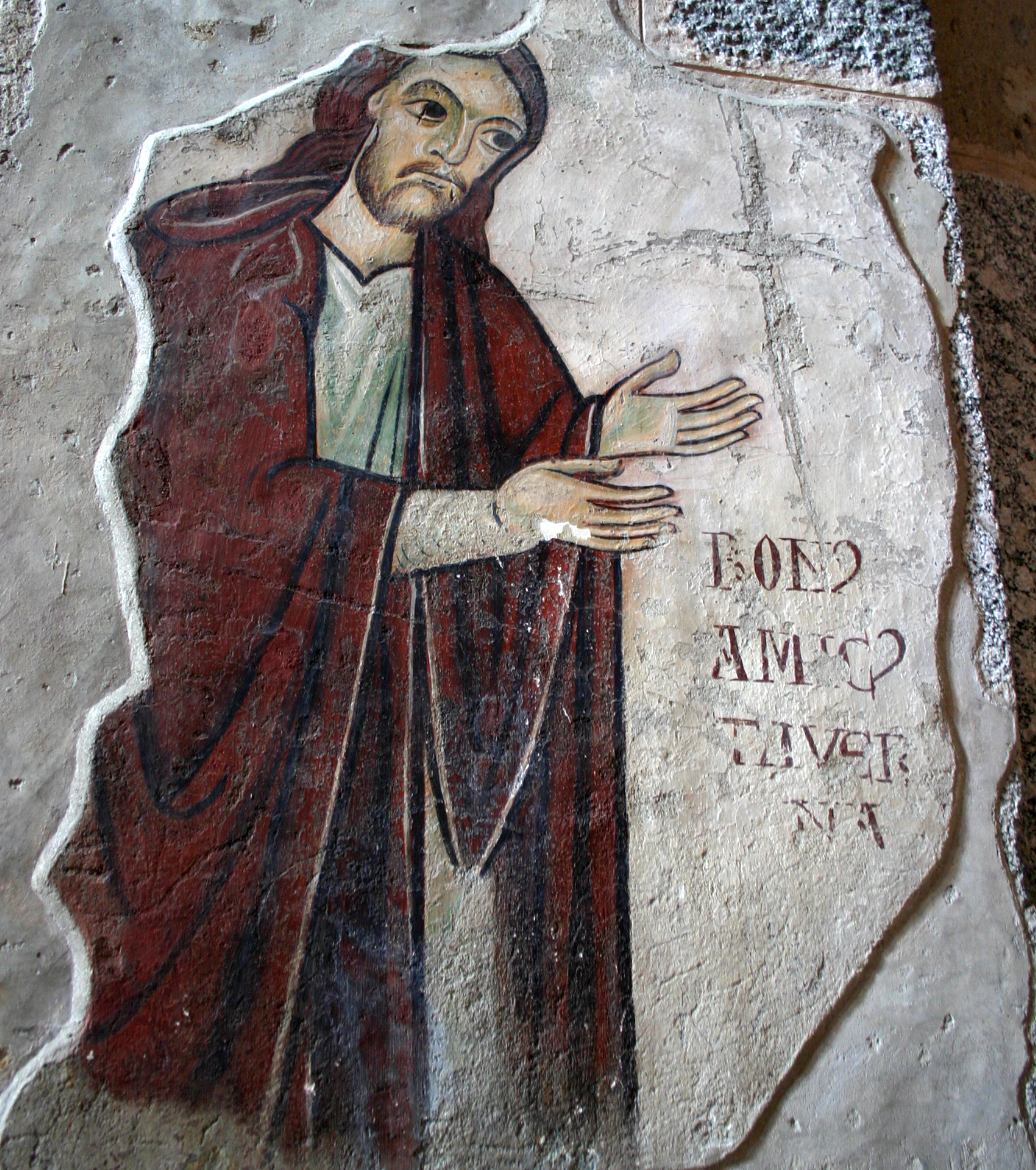
Bonamico Taverna in preghiera. Affresco del XIII secolo in Sant'Ambrogio a Milano.

La famiglia Taverna è attestata a Milano sin dal XII secolo; nel XIII secolo un Bonamico Taverna fu sepolto nella Basilica di Sant'Ambrogio, dove è ancora visibile la sua effigie dipinta ad affresco. Il capostipite documentato dei rami noti è Giovanni, vissuto nel XIV secolo, uomo d'armi al servizio dei Visconti, da cui si sviluppò la linea patrizia milanese.

### XV-XVI secolo
Un esponente di rilievo fu Francesco Taverna, I conte di Landriano (1488-1560), giureconsulto e uomo politico, già consigliere degli Sforza, poi gran cancelliere del Ducato di Milano dal 1533 sotto il dominio spagnolo. Fu presidente del Magistrato ordinario, consigliere imperiale, e nel 1536 ottenne il titolo comitale sul feudo di Landriano da Carlo V. Acquisì anche la signoria di San Gaudenzio e Cervesina (1537) e il feudo di Mariano Comense (1542), poi ceduto alla Regia Camera nel 1596 dal nipote Matteo Taverna. A Milano promosse la costruzione di due residenze: una in via Bigli (oggi Palazzo Taverna-Trivulzio) e una in corso Monforte (l'attuale Palazzo Isimbardi). Restaurò inoltre il castello di Landriano.
A Francesco successe il figlio naturale legittimato, Cesare (m. 1569), che sposò Antonia Beccaria e ricoprì incarichi amministrativi fino alla sua nomina a senatore nel 1553. Suo fratello Ludovico (m. 1617) fu vescovo di Lodi dal 1579 al 1616 e legato pontificio.

### XVII secolo
I figli di Cesare proseguirono in carriere ecclesiastiche e politiche. Ferdinando (1563-1619) fu governatore di Roma (1599-1604), vescovo di Novara e creato cardinale da papa Clemente VIII nel 1604.
Ludovico (1566-1618), pretore e vicario generale dello Stato di Milano, fu nominato senatore nel 1604. Secondo una tradizione diffusa nella storiografia locale, Ludovico avrebbe avuto un ruolo nella morte di Gian Paolo Osio, l'amante della Monaca di Monza: dopo la condanna a morte pronunciata dal Senato nel 1607, Osio si sarebbe rifugiato nel palazzo milanese del Taverna (oggi Palazzo Isimbardi), dove sarebbe stato ucciso nei sotterranei.
Matteo, fratello di Ludovico, fu padre di Cesare II (1588-1639), che acquistò nel 1636 i feudi di Cilavegna, Zibido, Vairano e Castel Lambro, già della famiglia della moglie Barbara Atellani.
Suo figlio Ludovico (1613-1666) fu coinvolto in un grave delitto: nel 1652 uccise il cognato Alessandro Gattinara e fu condannato a morte, pena poi commutata in grazia con successiva nomina a decurione di Milano nel 1657. Suo figlio Cesare III fu assolto da un'accusa di omicidio, ma morì senza eredi, causando il passaggio del titolo e dei beni allo zio Lorenzo I (1638-1719), vicario di provvisione e decurione.

### XVIII-XIX secolo
La linea comitale proseguì con Costanzo I (1668-1735), sposato con Teresa Visconti di San Vito, e con Lorenzo II (1719-1794), che nel 1747 sposò Anna Lunati Visconti, da cui ricevette l'eredità dei marchesi Visconti. Lorenzo acquisì anche il feudo di Olevano di Lomellina.
I suoi figli Costanzo II (1748-1819) e Giuseppe (1754-1833) furono decurioni e vicari, ma la linea si consolidò con Francesco (1758-1827), sposato con Maria Besozzi, da cui nacque Paolo (1804-1878), consigliere comunale e provinciale di Milano, presidente del Monte di Pietà di Milano e attivo in enti filantropici.

### Epoca recente ed estinzione
Con l'unità d'Italia, la famiglia ottenne ruoli politici nazionali: Carlo (1817-1871) fu senatore del Regno d'Italia, mentre il nipote Rinaldo Taverna (1839-1913) fu deputato e senatore del Regno d'Italia e presidente della Croce Rossa Italiana nel 1896; visse a Roma, dove sposò Lavinia Boncompagni Ludovisi, figlia di Antonio, principe di Piombino. Nel 1888 acquistò il palazzo di Monte Giordano, poi noto come Palazzo Taverna.
Il figlio Lodovico (1879-1926), deputato, fu l'erede comitale. Il fratello Paolo (1881-1958) fu l'ultimo conte di Landriano; sua figlia Lavinia Taverna (1924-1997) fu creatrice del Giardino della Landriana a Tor San Lorenzo.
Con la morte di Paolo nel 1958 si estinse la linea maschile. Rami femminili della casata confluirono nelle famiglie Gallarati Scotti, Arese Jacini, Borromeo Arese, Casana, Tanzi, Sormani e Crivelli di Inverigo.

## Conti di Landriano (1536-1958)
- Francesco Taverna, I conte di Landriano (1488-1560)
- Cesare Taverna, II conte di Landriano, figlio del precedente (m. 1569)
- Matteo Taverna, III conte di Landriano, figlio del precedente (1562-1597)
- Cesare Taverna, IV conte di Landriano, figlio del precedente (1588-1639)
- Ludovico Taverna, V conte di Landriano, figlio del precedente (1613-1666)
- Cesare Taverna, VI conte di Landriano, figlio del precedente (?-?)
- Lorenzo Taverna, VII conte di Landriano, figlio di Cesare, IV conte di (1638-1719)
- Costanzo Taverna, VIII conte di Landriano, figlio del precedente (1668-1735)
- Lorenzo Taverna, IX conte di Landriano, figlio del precedente (1719-1794)
- Francesco Taverna, X conte di Landriano, figlio del precedente (1758-1827)
- Paolo Taverna, XI conte di Landriano, figlio del precedente (1804-1878)
- Ludovico Taverna, XII conte di Landriano, cugino del precedente (1800-1890)
- Rinaldo Taverna, XIII conte di Landriano, figlio del precedente (1839-1913)
- Ludovico Taverna, XIV conte di Landriano, figlio del precedente (1879-1926)
- Paolo Taverna, XV conte di Landriano, fratello del precedente (1881-1958)

## Conti palatini (XVI secolo-1717)
- Ludovico Taverna, I conte palatino, figlio di Cesare, II conte di Landriano (1566-1618)
- Francesco Matteo Taverna, II conte palatino, figlio del precedente (m. 1622)
- Carlo Taverna, III conte palatino, fratello del precedente (m. 1647)
- Francesco Matteo Taverna, IV conte palatino, figlio del precedente (1630-1717)

## Albero genealogico
|                                                                                 |                                                                                 |                                                                                  |                                                                                  |                                                                          |                                                                          |                                                                       |                                                                           |                                                                                                   |                                                                                                   |                                                                           |                                                                          |                                                                                     |                                                                                     |                                                          |                                                              |                                                              |                                                              |                                                              |
|                                                                                 |                                                                                 |                                                                                  |                                                                                  |                                                                          |                                                                          |                                                                       |                                                                           |                                                                                                   |                                                                                                   | Francesco, I conte di Landriano *1488 †1560 Chiara Mauruzi *?             |                                                                          |                                                                                     |                                                                                     |                                                          |                                                              |                                                              |                                                              |                                                              |
|                                                                                 |                                                                                 |                                                                                  |                                                                                  |                                                                          |                                                                          |                                                                       |                                                                           |                                                                                                   |                                                                                                   |                                                                           |                                                                          |                                                                                     |                                                                                     |                                                          |                                                              |                                                              |                                                              |                                                              |
|                                                                                 |                                                                                 |                                                                                  |                                                                                  |                                                                          |                                                                          |                                                                       |                                                                           |                                                                                                   |                                                                                                   |                                                                           |                                                                          |                                                                                     |                                                                                     |                                                          |                                                              |                                                              |                                                              |                                                              |
|                                                                                 |                                                                                 |                                                                                  |                                                                                  |                                                                          |                                                                          |                                                                       |                                                                           |                                                                                                   | Cesare, II conte di Landriano †1569 Antonia Beccaria                                              | Cesare, II conte di Landriano †1569 Antonia Beccaria                      | *Ludovico *1535 †1617 Vescovo di Lodi                                    | *Ludovico *1535 †1617 Vescovo di Lodi                                               |                                                                                     |                                                          |                                                              |                                                              |                                                              |                                                              |
|                                                                                 |                                                                                 |                                                                                  |                                                                                  |                                                                          |                                                                          |                                                                       |                                                                           |                                                                                                   |                                                                                                   |                                                                           |                                                                          |                                                                                     |                                                                                     |                                                          |                                                              |                                                              |                                                              |                                                              |
|                                                                                 |                                                                                 |                                                                                  |                                                                                  |                                                                          |                                                                          |                                                                       |                                                                           |                                                                                                   |                                                                                                   |                                                                           |                                                                          |                                                                                     |                                                                                     |                                                          |                                                              |                                                              |                                                              |                                                              |
|                                                                                 |                                                                                 |                                                                                  |                                                                                  | Matteo, III conte di Landriano *1562 †1598 Aurelia Litta                 | Matteo, III conte di Landriano *1562 †1598 Aurelia Litta                 |                                                                       | Ferdinando *1563 †1619 cardinale                                          | Ferdinando *1563 †1619 cardinale                                                                  |                                                                                                   | Maria *? †? Ermes Visconti di Somma, consignore di Somma                  | Maria *? †? Ermes Visconti di Somma, consignore di Somma                 |                                                                                     |                                                                                     | Ludovico, I conte palatino *1566 †1618 Dorotea Filiodone | Ludovico, I conte palatino *1566 †1618 Dorotea Filiodone     |                                                              |                                                              |                                                              |
|                                                                                 |                                                                                 |                                                                                  |                                                                                  |                                                                          |                                                                          |                                                                       |                                                                           |                                                                                                   |                                                                                                   |                                                                           |                                                                          |                                                                                     |                                                                                     |                                                          |                                                              |                                                              |                                                              |                                                              |
|                                                                                 |                                                                                 |                                                                                  |                                                                                  |                                                                          |                                                                          |                                                                       |                                                                           |                                                                                                   |                                                                                                   |                                                                           |                                                                          |                                                                                     |                                                                                     |                                                          |                                                              |                                                              |                                                              |                                                              |
|                                                                                 | Costanzo, IV conte di Landriano †1647 Anna Camilla Moroni                       | Costanzo, IV conte di Landriano †1647 Anna Camilla Moroni                        |                                                                                  |                                                                          |                                                                          |                                                                       | Cesare *1588 †1639 Barbara Atellani                                       | Cesare *1588 †1639 Barbara Atellani                                                               |                                                                                                   |                                                                           | Francesco Matteo, II conte palatino †1622 Francesca Beccaria senza eredi | Francesco Matteo, II conte palatino †1622 Francesca Beccaria senza eredi            | Carlo, III conte palatino *1603 †1647 Laura Trotti                                  | Carlo, III conte palatino *1603 †1647 Laura Trotti       | Antonia *? †? Francesco Visconti Aicardi, VI conte di Bronno | Antonia *? †? Francesco Visconti Aicardi, VI conte di Bronno | Bianca Maria *? †? Prospero Visconti, signore di Castelletto | Bianca Maria *? †? Prospero Visconti, signore di Castelletto |
|                                                                                 |                                                                                 |                                                                                  |                                                                                  |                                                                          |                                                                          |                                                                       |                                                                           |                                                                                                   |                                                                                                   |                                                                           |                                                                          |                                                                                     |                                                                                     |                                                          |                                                              |                                                              |                                                              |                                                              |
|                                                                                 |                                                                                 |                                                                                  |                                                                                  |                                                                          |                                                                          |                                                                       |                                                                           |                                                                                                   |                                                                                                   |                                                                           |                                                                          |                                                                                     |                                                                                     |                                                          |                                                              |                                                              |                                                              |                                                              |
| Livia *? †? Antonio Arcimboldi, conte di Candia                                 | Livia *? †? Antonio Arcimboldi, conte di Candia                                 | Antonia *1623 †1676 1.Marsilio Landriani 2.Carlo Gallarati, I marchese di Cerano | Antonia *1623 †1676 1.Marsilio Landriani 2.Carlo Gallarati, I marchese di Cerano | Ludovico, V conte di Landriano *1613 †1666 Isabella Rossi di San Secondo | Ludovico, V conte di Landriano *1613 †1666 Isabella Rossi di San Secondo | Matteo *1615 †1684 gesuita                                            | Matteo *1615 †1684 gesuita                                                | Francesco †1684 gesuita                                                                           | Francesco †1684 gesuita                                                                           | Lorenzo, VII conte di Landriano *1638 †1719 Claudia Taverna               | Lorenzo, VII conte di Landriano *1638 †1719 Claudia Taverna              | Francesco Matteo, IV conte palatino *1630 †1717 Marta Maria Migliavacca senza eredi | Francesco Matteo, IV conte palatino *1630 †1717 Marta Maria Migliavacca senza eredi | Giuseppe †1716 Isabella Arrigoni                         | Giuseppe †1716 Isabella Arrigoni                             |                                                              |                                                              |                                                              |
|                                                                                 |                                                                                 |                                                                                  |                                                                                  |                                                                          |                                                                          |                                                                       |                                                                           |                                                                                                   |                                                                                                   |                                                                           |                                                                          |                                                                                     |                                                                                     |                                                          |                                                              |                                                              |                                                              |                                                              |
|                                                                                 |                                                                                 |                                                                                  |                                                                                  |                                                                          |                                                                          |                                                                       |                                                                           |                                                                                                   |                                                                                                   |                                                                           |                                                                          |                                                                                     |                                                                                     |                                                          |                                                              |                                                              |                                                              |                                                              |
|                                                                                 |                                                                                 |                                                                                  | Claudia *1646 †1718 Lorenzo Taverna                                              | Claudia *1646 †1718 Lorenzo Taverna                                      | Cesare, VI conte di Landriano *1650 †1687 Paola Sfondrati senza eredi    | Cesare, VI conte di Landriano *1650 †1687 Paola Sfondrati senza eredi |                                                                           |                                                                                                   | Costanzo, VIII conte di Landriano *1668 †1735 Teresa Visconti di San Vito                         | Costanzo, VIII conte di Landriano *1668 †1735 Teresa Visconti di San Vito | Cesare *1676 †1708 Francesca Barbiano senza eredi                        | Cesare *1676 †1708 Francesca Barbiano senza eredi                                   |                                                                                     | Marianna †1770 Luigi Cagnola                             | Marianna †1770 Luigi Cagnola                                 |                                                              |                                                              |                                                              |
|                                                                                 |                                                                                 |                                                                                  |                                                                                  |                                                                          |                                                                          |                                                                       |                                                                           |                                                                                                   |                                                                                                   |                                                                           |                                                                          |                                                                                     |                                                                                     |                                                          |                                                              |                                                              |                                                              |                                                              |
|                                                                                 |                                                                                 |                                                                                  |                                                                                  |                                                                          |                                                                          |                                                                       |                                                                           |                                                                                                   |                                                                                                   |                                                                           |                                                                          |                                                                                     |                                                                                     |                                                          |                                                              |                                                              |                                                              |                                                              |
|                                                                                 |                                                                                 |                                                                                  |                                                                                  |                                                                          |                                                                          |                                                                       |                                                                           | Lorenzo, IX conte di Landriano *1719 †1794 Anna Lonati Visconti                                   | Lorenzo, IX conte di Landriano *1719 †1794 Anna Lonati Visconti                                   | Camilla †1793 Antonio Dal Verme, conte                                    | Camilla †1793 Antonio Dal Verme, conte                                   |                                                                                     |                                                                                     |                                                          |                                                              |                                                              |                                                              |                                                              |
|                                                                                 |                                                                                 |                                                                                  |                                                                                  |                                                                          |                                                                          |                                                                       |                                                                           |                                                                                                   |                                                                                                   |                                                                           |                                                                          |                                                                                     |                                                                                     |                                                          |                                                              |                                                              |                                                              |                                                              |
|                                                                                 |                                                                                 |                                                                                  |                                                                                  |                                                                          |                                                                          |                                                                       |                                                                           |                                                                                                   |                                                                                                   |                                                                           |                                                                          |                                                                                     |                                                                                     |                                                          |                                                              |                                                              |                                                              |                                                              |
| Costanzo, X conte di Landriano *1748 †1819 Paola Trotti Bentivoglio senza eredi | Costanzo, X conte di Landriano *1748 †1819 Paola Trotti Bentivoglio senza eredi | Teresa †1832 Paolo Serponti, IV marchese di Mirasole                             | Teresa †1832 Paolo Serponti, IV marchese di Mirasole                             | Giuseppe *1754 †1833 Antonietta Righetti                                 | Giuseppe *1754 †1833 Antonietta Righetti                                 |                                                                       |                                                                           | Francesco, XI conte di Landriano *1758 †1827 1.Maria Besozzi 2.Carolina Cristina Torelli Visconti | Francesco, XI conte di Landriano *1758 †1827 1.Maria Besozzi 2.Carolina Cristina Torelli Visconti |                                                                           | Maria Camilla *1770 †1839 Francesco Dal Verme, conte                     | Maria Camilla *1770 †1839 Francesco Dal Verme, conte                                |                                                                                     | Giacomo *1771 †1840 Anna Vitali                          | Giacomo *1771 †1840 Anna Vitali                              | Antonia *? †? Antonio Vitali                                 | Antonia *? †? Antonio Vitali                                 |                                                              |
|                                                                                 |                                                                                 |                                                                                  |                                                                                  |                                                                          |                                                                          |                                                                       |                                                                           |                                                                                                   |                                                                                                   |                                                                           |                                                                          |                                                                                     |                                                                                     |                                                          |                                                              |                                                              |                                                              |                                                              |
|                                                                                 |                                                                                 |                                                                                  |                                                                                  |                                                                          |                                                                          |                                                                       |                                                                           |                                                                                                   |                                                                                                   |                                                                           |                                                                          |                                                                                     |                                                                                     |                                                          |                                                              |                                                              |                                                              |                                                              |
|                                                                                 |                                                                                 |                                                                                  |                                                                                  | Francesca *1806 †1877 Paolo Taverna                                      | Francesca *1806 †1877 Paolo Taverna                                      | 1.Elena *1798 †1877 Giovanni Borgazzi                                 | 1.Elena *1798 †1877 Giovanni Borgazzi                                     | 1.Ludovico, XII conte di Landriano *1800 †1890 Costanza Greppi                                    | 1.Ludovico, XII conte di Landriano *1800 †1890 Costanza Greppi                                    | 1.Paolo *1804 †1878 Francesca Taverna senza eredi                         | 1.Paolo *1804 †1878 Francesca Taverna senza eredi                        | Anna Costanza *1811 †1847 Lorenzo Isimbardi, IX marchese della Pieve del Cairo      | Anna Costanza *1811 †1847 Lorenzo Isimbardi, IX marchese della Pieve del Cairo      | Carlo *1817 †1871 Beatrice Trivulzio senza eredi         | Carlo *1817 †1871 Beatrice Trivulzio senza eredi             | Paola *? †? Giovanni Sala                                    | Paola *? †? Giovanni Sala                                    |                                                              |
|                                                                                 |                                                                                 |                                                                                  |                                                                                  |                                                                          |                                                                          |                                                                       |                                                                           |                                                                                                   |                                                                                                   |                                                                           |                                                                          |                                                                                     |                                                                                     |                                                          |                                                              |                                                              |                                                              |                                                              |
|                                                                                 |                                                                                 |                                                                                  |                                                                                  |                                                                          |                                                                          |                                                                       |                                                                           |                                                                                                   |                                                                                                   |                                                                           |                                                                          |                                                                                     |                                                                                     |                                                          |                                                              |                                                              |                                                              |                                                              |
|                                                                                 |                                                                                 |                                                                                  |                                                                                  |                                                                          |                                                                          |                                                                       | Rinaldo, XIII conte di Landriano *1839 †1913 Lavinia Boncompagni Ludovisi | Rinaldo, XIII conte di Landriano *1839 †1913 Lavinia Boncompagni Ludovisi                         | Carolina *1849 †1903 Luigi Isimbardi, X marchese della Pieve del Cairo                            | Carolina *1849 †1903 Luigi Isimbardi, X marchese della Pieve del Cairo    |                                                                          |                                                                                     |                                                                                     |                                                          |                                                              |                                                              |                                                              |                                                              |
|                                                                                 |                                                                                 |                                                                                  |                                                                                  |                                                                          |                                                                          |                                                                       |                                                                           |                                                                                                   |                                                                                                   |                                                                           |                                                                          |                                                                                     |                                                                                     |                                                          |                                                              |                                                              |                                                              |                                                              |
|                                                                                 |                                                                                 |                                                                                  |                                                                                  |                                                                          |                                                                          |                                                                       |                                                                           |                                                                                                   |                                                                                                   |                                                                           |                                                                          |                                                                                     |                                                                                     |                                                          |                                                              |                                                              |                                                              |                                                              |
|                                                                                 |                                                                                 |                                                                                  |                                                                                  |                                                                          | Lodovico, XIV conte di Landriano *1879 †1926 Maria Stanga Trecco         | Lodovico, XIV conte di Landriano *1879 †1926 Maria Stanga Trecco      | Paolo *1881 †1958 Stefania Moncada                                        | Paolo *1881 †1958 Stefania Moncada                                                                | Costanza *1884 †1951 Pier Luigi Carlo Ottavio Casana                                              | Costanza *1884 †1951 Pier Luigi Carlo Ottavio Casana                      |                                                                          |                                                                                     |                                                                                     |                                                          |                                                              |                                                              |                                                              |                                                              |
|                                                                                 |                                                                                 |                                                                                  |                                                                                  |                                                                          |                                                                          |                                                                       |                                                                           |                                                                                                   |                                                                                                   |                                                                           |                                                                          |                                                                                     |                                                                                     |                                                          |                                                              |                                                              |                                                              |                                                              |
|                                                                                 |                                                                                 |                                                                                  |                                                                                  |                                                                          |                                                                          |                                                                       |                                                                           |                                                                                                   |                                                                                                   |                                                                           |                                                                          |                                                                                     |                                                                                     |                                                          |                                                              |                                                              |                                                              |                                                              |
|                                                                                 |                                                                                 |                                                                                  |                                                                                  |                                                                          | Ida *1903 †1973 Vitaliano Borromeo Arese, II principe di Angera          | Ida *1903 †1973 Vitaliano Borromeo Arese, II principe di Angera       | Lavinia *1924 †1997 Federico Antonio Gallarati Scotti                     | Lavinia *1924 †1997 Federico Antonio Gallarati Scotti                                             |                                                                                                   |                                                                           |                                                                          |                                                                                     |                                                                                     |                                                          |                                                              |                                                              |                                                              |                                                              |